# Lazar Carević
Lazar Carević (in cirillico: Лазар Царевић?; Cettigne, 16 marzo 1999) è un calciatore montenegrino, portiere del Famalicão e della nazionale montenegrina.

## Biografia
È figlio di Marko Carević, imprenditore e politico montenegrino.

## Carriera

### Club
Dopo essersi messo in evidenza nel campionato montenegrino con la maglia del Grbalj, il 29 maggio 2017 viene tesserato dal Barcellona, che lo aggrega alla formazione riserve. Nel 2018 vince la UEFA Youth League. Il 18 giugno 2022 firma un triennale con il Vojvodina, nel campionato serbo.

### Nazionale
Ha giocato nelle nazionali giovanili montenegrine Under-17, Under-19 ed Under-21.
Esordisce in nazionale il 24 marzo 2022 contro l'Armenia in amichevole, subentrando nella ripresa al posto di Milan Mijatović.

## Statistiche

### Presenze e reti nei club
Statistiche aggiornate al 3 maggio 2025.
| Stagione            | Squadra             | Campionato          | Campionato | Campionato | Coppe nazionali | Coppe nazionali | Coppe nazionali | Coppe continentali | Coppe continentali | Coppe continentali | Altre coppe | Altre coppe | Altre coppe | Totale | Totale | Totale |
| Stagione            | Squadra             | Comp                | Pres       | Reti       | Comp            | Pres            | Reti            | Comp               | Pres               | Reti               | Comp        | Pres        | Reti        | Pres   | Reti   |        |
| ------------------- | ------------------- | ------------------- | ---------- | ---------- | --------------- | --------------- | --------------- | ------------------ | ------------------ | ------------------ | ----------- | ----------- | ----------- | ------ | ------ | ------ |
| 2014-2015           | Grbalj              | PL                  | 6          | -7         | CM              | 0               | 0               | -                  | -                  | -                  | -           | -           | -           | 6      | -7     |        |
| 2015-2016           | Grbalj              | PL                  | 27         | -32        | CM              | 3               | -7              | -                  | -                  | -                  | -           | -           | -           | 30     | -39    |        |
| 2016-2017           | Grbalj              | PL                  | 31         | -23        | CM              | 7               | -7              | -                  | -                  | -                  | -           | -           | -           | 38     | -30    |        |
| Totale Grbalj       | Totale Grbalj       | Totale Grbalj       | 64         | -62        |                 | 10              | -14             |                    | -                  | -                  |             | -           | -           | 74     | -76    |        |
| 2017-2018           | Barcellona B        | SD                  | 0          | 0          | -               | -               | -               | -                  | -                  | -                  | -           | -           | -           | 0      | 0      |        |
| 2018-2019           | Barcellona B        | SDB                 | 7          | -6         | -               | -               | -               | -                  | -                  | -                  | -           | -           | -           | 7      | -6     |        |
| 2019-2020           | Barcellona B        | SDB                 | 4          | -5         | -               | -               | -               | -                  | -                  | -                  | -           | -           | -           | 4      | -5     |        |
| 2020-2021           | Barcellona B        | SDB                 | 4+1        | -5 + -2    | -               | -               | -               | -                  | -                  | -                  | -           | -           | -           | 5      | -7     |        |
| 2021-2022           | Barcellona B        | PDR                 | 9          | -20        | -               | -               | -               | -                  | -                  | -                  | -           | -           | -           | 9      | -20    |        |
| Totale Barcellona B | Totale Barcellona B | Totale Barcellona B | 24+1       | -36 + -2   |                 | -               | -               |                    | -                  | -                  |             | -           | -           | 25     | -38    |        |
| 2022-2023           | Vojvodina           | SL                  | 35         | -32        | CS              | 1               | -1              | -                  | -                  | -                  | -           | -           | -           | 36     | -33    |        |
| 2023-2024           | Vojvodina           | SL                  | 33         | -45        | CS              | 3               | -3              | UECL               | 2                  | -4                 | -           | -           | -           | 38     | -52    |        |
| ago. 2024           | Vojvodina           | SL                  | 3          | -7         | CS              | 0               | 0               | UEL+UECL           | 2+2                | -4 + -2            | -           | -           | -           | 7      | -13    |        |
| Totale Vojvodina    | Totale Vojvodina    | Totale Vojvodina    | 71         | -84        |                 | 4               | -4              |                    | 6                  | -10                |             | -           | -           | 81     | -98    |        |
| ago. 2024-2025      | Famalicão           | PL                  | 18         | -21        | CP+CdL          | 2               | -1              | -                  | -                  | -                  | -           | -           | -           | 20     | -22    |        |
| Totale carriera     | Totale carriera     | Totale carriera     | 178        | -205       |                 | 16              | -19             |                    | 6                  | -10                |             | -           | -           | 200    | -234   |        |

### Cronologia presenze e reti in nazionale
| Cronologia completa delle presenze e delle reti in nazionale ― Montenegro | Cronologia completa delle presenze e delle reti in nazionale ― Montenegro | Cronologia completa delle presenze e delle reti in nazionale ― Montenegro | Cronologia completa delle presenze e delle reti in nazionale ― Montenegro | Cronologia completa delle presenze e delle reti in nazionale ― Montenegro | Cronologia completa delle presenze e delle reti in nazionale ― Montenegro | Cronologia completa delle presenze e delle reti in nazionale ― Montenegro | Cronologia completa delle presenze e delle reti in nazionale ― Montenegro |
| Data                                                                      | Città                                                                     | In casa                                                                   | Risultato                                                                 | Ospiti                                                                    | Competizione                                                              | Reti                                                                      | Note                                                                      |
| ------------------------------------------------------------------------- | ------------------------------------------------------------------------- | ------------------------------------------------------------------------- | ------------------------------------------------------------------------- | ------------------------------------------------------------------------- | ------------------------------------------------------------------------- | ------------------------------------------------------------------------- | ------------------------------------------------------------------------- |
| 24-3-2022                                                                 | Erevan                                                                    | Armenia                                                                   | 1 – 0                                                                     | Montenegro                                                                | Amichevole                                                                | -                                                                         | 46’                                                                       |
| 17-11-2022                                                                | Podgorica                                                                 | Montenegro                                                                | 2 – 2                                                                     | Slovacchia                                                                | Amichevole                                                                | -2                                                                        |                                                                           |
| Totale                                                                    |                                                                           | Presenze                                                                  | 2                                                                         |                                                                           | Reti                                                                      | -2                                                                        |                                                                           |

## Palmarès

### Club

#### Competizioni giovanili
- UEFA Youth League: 1

Barcellona: 2017-2018